# Afraegle
Afraegle – rodzaj roślin z rodziny rutowatych (Rutaceae). W zależności od ujęcia systematycznego opisywany jest jako takson obejmujący 4 gatunki lub jako takson monotypowy z jednym gatunkiem – Afraegle paniculata (Schumach. & Thonn.) Engl. Są to cierniste krzewy i drzewa występujące w zachodniej Afryce. Uzyskuje się z nich jadalny olej.